# La Chambre ardente
La Chambre ardente is een Franse dramafilm uit 1962 onder regie van Julien Duvivier.

## Verhaal
Stéphane en Marc spenderen hun vakantie op het slot van hun oom Mathias. De historicus Michel Boissard en zijn vrouw Marie zijn er ook te gast. Mathias sterft in geheimzinnige omstandigheden tijdens een gemaskerd bal. Bovendien blijkt dat er een vloek rust op de familie en dat Mathias aan occultisme deed.

## Rolverdeling
| Acteur             | Personage               |
| ------------------ | ----------------------- |
| Nadja Tiller       | Myra Schneider          |
| Jean-Claude Brialy | Marc Desgrez            |
| Perrette Pradier   | Lucie Desgrez           |
| Édith Scob         | Marie D'Aubray Boissand |
| Walter Giller      | Michel Boissand         |
| Frédéric Duvallès  | Mathias Desgrez         |
| Héléna Manson      | Augusta Henderson       |
| René Génin         | Frédéric Henderson      |
| Claude Piéplu      | Inspecteur              |
| Dany Jacquet       | Frieda                  |
| Gabriel Jabbour    | Juwelier                |
| Laurence Belval    | Elsa Braun              |
| Antoine Balpêtré   | Dr. Hermann             |
| Claude Rich        | Stéphane Desgrez        |